# 三尖股龍屬

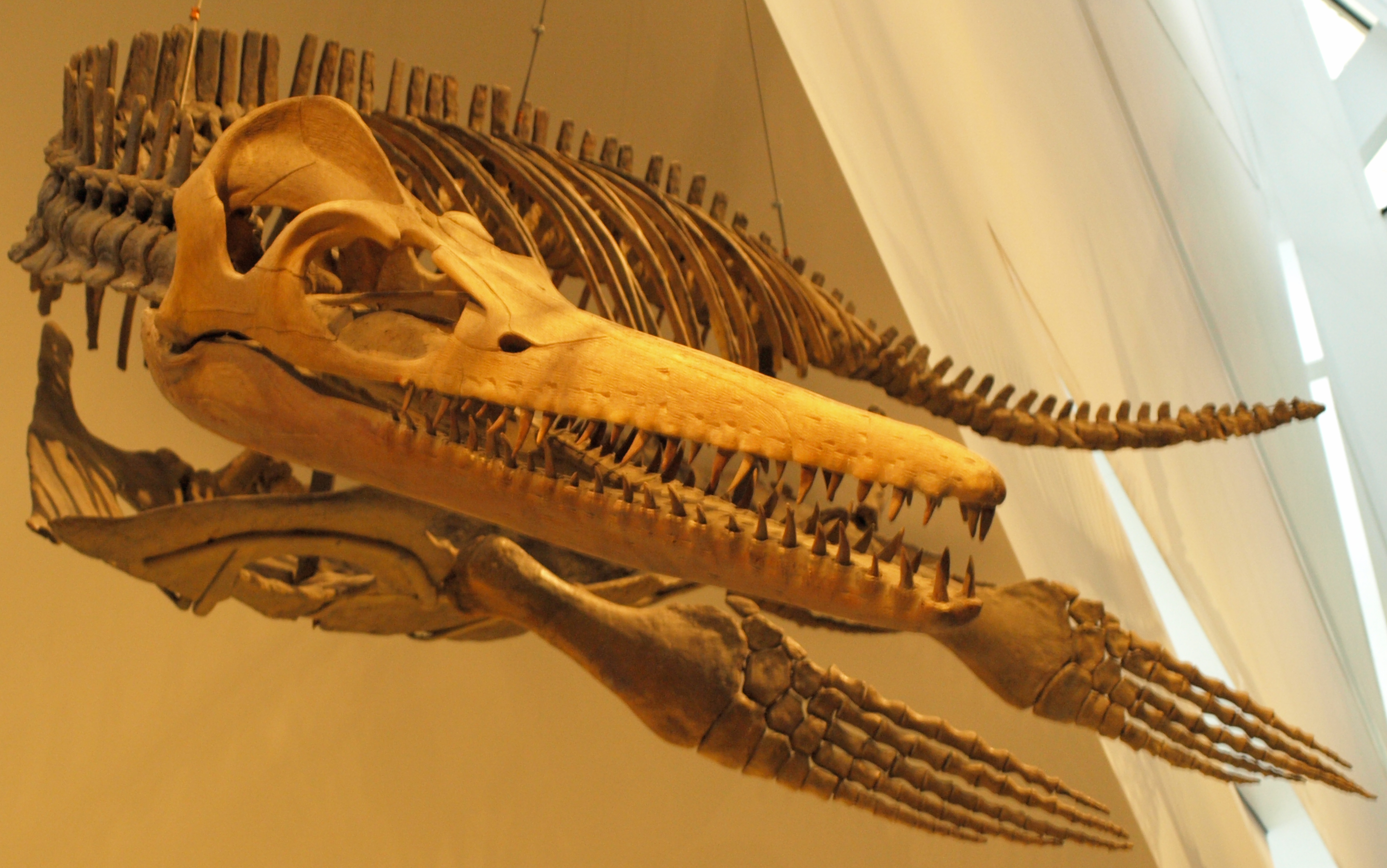
三尖股龍的骨架模型，皇家安大略博物館

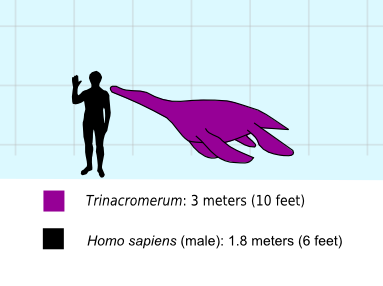
三尖股龍與人類的體型比較圖

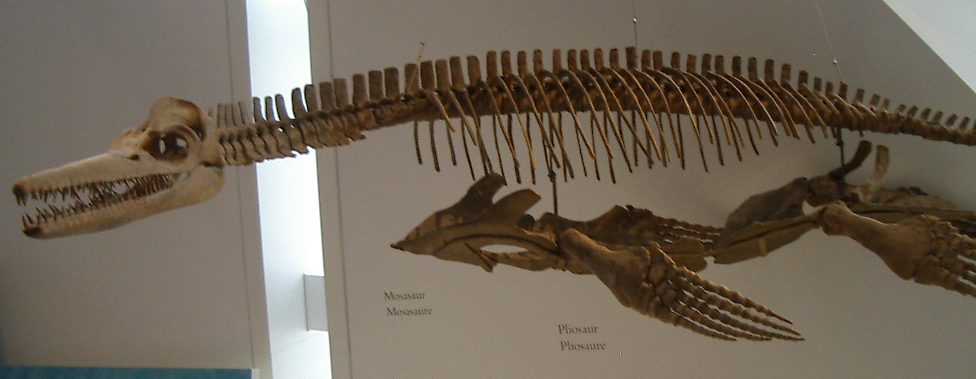
三尖股龍的骨架模型側面

三尖股龍屬（學名：Trinacromerum）是種已滅絕海生爬行動物，屬於蛇頸龍目的雙臼椎龍科，化石被發現於美國堪薩斯州的白堊紀晚期地層。三尖股龍的身長被估計約3公尺，牙齒適合捕抓小型魚類。
三尖股龍的鰭狀肢長，可以在水中高速移動。古生物學家形容，三尖股龍的外表像是有四個鰭的企鵝。